# Dinamo Dzaudżykau
Dinamo Dzaudżykau (ros. Футбольный клуб «Динамо» Дзауджикау, Futbolnyj Kłub "Dinamo" Dzaudżykau) – rosyjski klub piłkarski z siedzibą w Dzaudżykau.

## Historia
Chronologia nazw:
- ???—???: Dinamo Dzaudżykau (ros. «Динамо» Дзауджикау)

Piłkarska drużyna Dinamo została założona w mieście Dzaudżykau. 
W 1946 zespół debiutował w Trzeciej Grupie, strefie Północnokaukaskiej Mistrzostw ZSRR, w której zajął 8. miejsce.
Jednak następnie już nie uczestniczył w rozgrywkach na poziomie profesjonalnym, a występował w turniejach lokalnych, dopóki nie przestał istnieć.

## Sukcesy
- 8. miejsce w Trzeciej Grupie ZSRR, strefie Północnokaukaskiej:

1946